# Romantic?
Romantic? è il sesto album del gruppo britannico The Human League, pubblicato dalla Virgin Records nel 1990.
La band si presenta con questo disco con una formazione rinnovata: accanto ai membri storici Philip Oakey, Joanne Catherall e Susan Ann Sulley, ci sono i due nuovi musicisti: Neil Sutton e Russel Dennett, che partecipano anche alla stesura dei testi e delle musiche.
Per la produzione di Romantic? il gruppo si affida, tra gli altri, a Martin Rushent (scomparso nel 2011) che già aveva prodotto per gli Human League il multimilionario Dare.

## Descrizione
L'album non viene accolto positivamente dalla critica, le recensioni parlano di un sound ormai datato, ed il successo commerciale ne risente. Non soltanto le vendite di Romantic? sono scarse, ma anche i due singoli estratti non raggiungono posizioni significative in classifica. Heart Like a Wheel (scritto insieme a Jo Callis membro della band dal 1980 al 1985) raggiunge il ventinovesimo posto nella UK Chart, mentre Soundtrack to a Generation si ferma al settantasettesimo posto.
Come risultato del flop di questo album, la Virgin Records decide nel 1992 di cancellare il contratto della band. Nel 1994, tuttavia, il gruppo firma un contratto con la EastWest Records e può così pubblicare nel 1995 l'album Octopus.

## Tracce
Lato A
1. Kiss the Future (Oakey, Sutton)
2. A Doorway (Dennett, Oakey, Sutton)
3. Heart Like a Wheel (Callis, Reynolds)
4. Men Are Dreamers (Dennett, Oakey)
5. Mister Moon and Mister Sun (Oakey, Sutton)

Lato B
1. Soundtrack to a Generation (Oakey, Sutton)
2. Rebound (Oakey, Sutton)
3. The Stars Are Going Out (Oakey, Sutton)
4. Let's Get Together Again (Shephard, Rossall)
5. Get it Right This Time (Callis, Rae)